# Cyriak Kostro
Cyriak Kostro herbu Rawicz (zm. w 1659 roku) – sędzia bielski w latach 1642–1659, cześnik podlaski w latach 1635–1642.
W 1648 roku był elektorem Jana II Kazimierza Wazy z województwa podlaskiego.